# مفطورة شحمية الشعبة
مفطورة شحمية الشعبة (بالإنجليزية: Mycoplasma lipophilum)‏ هي نوع من البكتيريا، سلبية الغرام، تتبع المفطورة.